# Вассерауэн
Вассерауэн (нем. Wasserauen) — населённый пункт в Швейцарии, в кантоне Аппенцелль-Иннерроден.
Население составляет 30 человек. Входит в состав округа Швенде-Рюте (до 30 апреля 2022 года входил в округ Швенде). Является ближайшим населённым пунктом, из которого можно добраться до озера Зееальпзее.